# Rhachotropis palporum
Rhachotropis palporum is een vlokreeftensoort uit de familie van de Eusiridae. De wetenschappelijke naam van de soort is voor het eerst geldig gepubliceerd in 1909 door Stebbing.